# Torneo Finalización 2023 (Colombia)
El Torneo Finalización 2023 (conocido como Liga BetPlay Dimayor 2023-II por motivos de patrocinio), fue la nonagésima séptima (97.a) edición de la Categoría Primera A del fútbol profesional colombiano, siendo el segundo torneo de la temporada 2023. Este inició el 14 de julio y culminó el 13 de diciembre de 2023.
Junior de Barranquilla ganó su décimo título de liga en este torneo, derrotando al Independiente Medellín en la final por tiros desde el punto penal luego de empatar 4:4 en el un marcador global. El cuadro «tiburón» había ganando el partido de ida en Barranquilla por tres goles a dos y perdió el partido de vuelta jugado en Medellín por un marcador de dos goles a uno, llevando la definición del campeonato a los once pasos.

## Sistema de juego
El sistema de juego para el Torneo Finalización 2023 se estableció el 14 de diciembre de 2022 en asamblea extraordinaria de la Dimayor, en la cual se decidió mantener el formato de competencia utilizado en la temporada anterior. El torneo se jugó en un sistema de tres fases: en la primera los equipos jugaron 20 fechas todos contra todos, con una fecha de clásicos. Los ocho primeros equipos de la tabla de posiciones al final de las 20 jornadas clasificaron a la siguiente fase (Cuadrangulares semifinales) que consistió en dos grupos de cuatro equipos en los que se disputaron seis fechas de ida y vuelta. Los equipos ganadores de cada cuadrangular clasificaron a la final con partidos de ida y vuelta para definir el campeón del torneo que clasificó a la Copa Libertadores y la Superliga de 2024.

## Equipos participantes

### Datos de los clubes
| Equipo                 | Entrenador           | Ciudad          | Estadio                        | Aforo  |
| ---------------------- | -------------------- | --------------- | ------------------------------ | ------ |
| Águilas Doradas        | César Farías         | Rionegro        | Alberto Grisales               | 14 000 |
| Alianza Petrolera      | César Torres         | Barrancabermeja | Daniel Villa Zapata            | 10 400 |
| América de Cali        | Lucas González       | Cali            | Olímpico Pascual Guerrero      | 35 400 |
| Atlético Bucaramanga   | Jorge Ramoa (E)      | Bucaramanga     | Alfonso López                  | 25 000 |
| Atlético Huila         | Diego Corredor       | Neiva           | Guillermo Plazas Alcid         | 10 200 |
| Atlético Nacional      | John Jairo Bodmer    | Medellín        | Atanasio Girardot              | 40 940 |
| Boyacá Chicó           | Bélmer Aguilar       | Tunja           | La Independencia               | 20 630 |
| Deportes Tolima        | David González       | Ibagué          | Manuel Murillo Toro            | 28 100 |
| Deportivo Cali         | Jaime de la Pava     | Palmira         | Deportivo Cali                 | 42 000 |
| Deportivo Pasto        | Flabio Torres        | Pasto           | Departamental Libertad         | 18 000 |
| Deportivo Pereira      | Alejandro Restrepo   | Pereira         | Hernán Ramírez Villegas        | 30 290 |
| Envigado F. C.         | Dayron Pérez         | Envigado        | Polideportivo Sur              | 14 000 |
| Independiente Medellín | Alfredo Arias        | Medellín        | Atanasio Girardot              | 40 940 |
| Jaguares               | Carlos Mario Hoyos   | Montería        | Jaraguay                       | 12 000 |
| Junior                 | Arturo Reyes         | Barranquilla    | Metropolitano Roberto Meléndez | 46 690 |
| La Equidad             | Alexis García        | Bogotá          | Metropolitano de Techo         | 10 000 |
| Millonarios            | Alberto Gamero       | Bogotá          | Nemesio Camacho El Campín      | 36 340 |
| Once Caldas            | Hernán Darío Herrera | Manizales       | Palogrande                     | 28 678 |
| Santa Fe               | Pablo Peirano        | Bogotá          | Nemesio Camacho El Campín      | 36 340 |
| Unión Magdalena        | Harold Rivera        | Santa Marta     | Sierra Nevada                  | 16 120 |

#### Cambio de entrenadores
| Equipo                 | Entrenador saliente               | Fecha de salida          | Reemplazado por                   | Fecha de llegada         |
| Pretemporada           | Pretemporada                      | Pretemporada             | Pretemporada                      | Pretemporada             |
| ---------------------- | --------------------------------- | ------------------------ | --------------------------------- | ------------------------ |
| Jaguares               | Carlos Restrepo                   | 18 de mayo de 2023       | Pompilio Páez                     | 27 de mayo de 2023       |
| Unión Magdalena        | Claudio Rodríguez                 | 19 de mayo de 2023       | Harold Rivera                     | 27 de mayo de 2023       |
| Águilas Doradas        | Lucas González                    | 17 de junio de 2023      | César Farías                      | 28 de junio de 2023      |
| Alianza Petrolera      | Hubert Bodhert                    | 21 de junio de 2023      | César Torres                      | 25 de junio de 2023      |
| América de Cali        | Alexandre Guimarães               | 22 de junio de 2023      | Lucas González                    | 29 de junio de 2023      |
| Santa Fe               | Gerardo Bedoya (E)                | 28 de junio de 2023      | Hubert Bodhert                    | 25 de junio de 2023      |
| Independiente Medellín | Sebastián Botero (E)              | 4 de julio de 2023       | Alfredo Arias                     | 4 de julio de 2023       |
| Atlético Nacional      | Paulo Autuori                     | 6 de julio de 2023       | William Amaral                    | 6 de julio de 2023       |
| Deportivo Cali         | Jorge Luis Pinto                  | 8 de julio de 2023       | Sergio Herrera (E)                | 8 de julio de 2023       |
| Temporada              |                                   |                          |                                   |                          |
| Deportivo Cali         | Sergio Herrera (E)                | 17 de julio de 2023      | Jaime de la Pava                  | 14 de julio de 2023      |
| Envigado F. C.         | Alberto Suárez                    | 25 de julio de 2023      | Andrés Orozco (E)                 | 25 de julio de 2023      |
| Junior                 | Hernán Darío Gómez                | 17 de agosto de 2023     | Arturo Reyes                      | 17 de agosto de 2023     |
| Boyacá Chicó           | Mario García                      | 17 de agosto de 2023     | Bélmer Aguilar                    | 17 de agosto de 2023     |
| Atlético Huila         | Néstor Craviotto                  | 21 de agosto de 2023     | Diego Corredor                    | 22 de agosto de 2023     |
| Jaguares               | Pompilio Páez                     | 22 de agosto de 2023     | Julio Méndez (E)                  | 23 de agosto de 2023     |
| Deportes Tolima        | Juan Cruz Real                    | 6 de septiembre de 2023  | José Arastey (E)                  | 7 de septiembre de 2023  |
| Deportes Tolima        | José Arastey (E)                  | 18 de septiembre de 2023 | David González                    | 18 de septiembre de 2023 |
| Jaguares               | Julio Méndez (E)                  | 21 de septiembre de 2023 | Carlos Mario Hoyos                | 21 de septiembre de 2023 |
| Envigado F. C.         | Andrés Orozco (E)                 | 25 de septiembre de 2023 | Dayron Pérez                      | 26 de septiembre de 2023 |
| Atlético Bucaramanga   | Alexis Márquez                    | 25 de septiembre de 2023 | Rubén Zapata (E) Diego Vargas (E) | 26 de septiembre de 2023 |
| Santa Fe               | Hubert Bodhert                    | 8 de octubre de 2023     | Pablo Peirano                     | 9 de octubre de 2023     |
| Atlético Nacional      | William Amaral                    | 9 de octubre de 2023     | John Jairo Bodmer                 | 9 de octubre de 2023     |
| Atlético Bucaramanga   | Rubén Zapata (E) Diego Vargas (E) | 10 de octubre de 2023    | Jorge Ramoa (E)                   | 11 de octubre de 2023    |
| Once Caldas            | Pedro Sarmiento                   | 23 de octubre de 2023    | Hernán Darío Herrera              | 23 de octubre de 2023    |

### Localización
| Antioquia       | 4 | Águilas Doradas, Atlético Nacional, Envigado F. C. e Independiente Medellín | Junior Unión Jaguares Bucaramanga Alianza Medellín Envigado Águilas Doradas Chicó Caldas Pereira Bogotá · Tolima Huila Cali América Pasto Equipos de Bogotá: · La Equidad · Millonarios · Santa Fe Equipos de Medellín: · Atlético Nacional · Independiente Medellín |
| Bogotá, D. C.   | 3 | La Equidad, Millonarios y Santa Fe                                          | Junior Unión Jaguares Bucaramanga Alianza Medellín Envigado Águilas Doradas Chicó Caldas Pereira Bogotá · Tolima Huila Cali América Pasto Equipos de Bogotá: · La Equidad · Millonarios · Santa Fe Equipos de Medellín: · Atlético Nacional · Independiente Medellín |
| Santander       | 2 | Alianza Petrolera y Atlético Bucaramanga                                    | Junior Unión Jaguares Bucaramanga Alianza Medellín Envigado Águilas Doradas Chicó Caldas Pereira Bogotá · Tolima Huila Cali América Pasto Equipos de Bogotá: · La Equidad · Millonarios · Santa Fe Equipos de Medellín: · Atlético Nacional · Independiente Medellín |
| Valle del Cauca | 2 | América de Cali y Deportivo Cali                                            | Junior Unión Jaguares Bucaramanga Alianza Medellín Envigado Águilas Doradas Chicó Caldas Pereira Bogotá · Tolima Huila Cali América Pasto Equipos de Bogotá: · La Equidad · Millonarios · Santa Fe Equipos de Medellín: · Atlético Nacional · Independiente Medellín |
| Atlántico       | 1 | Junior                                                                      | Junior Unión Jaguares Bucaramanga Alianza Medellín Envigado Águilas Doradas Chicó Caldas Pereira Bogotá · Tolima Huila Cali América Pasto Equipos de Bogotá: · La Equidad · Millonarios · Santa Fe Equipos de Medellín: · Atlético Nacional · Independiente Medellín |
| Boyacá          | 1 | Boyacá Chicó                                                                | Junior Unión Jaguares Bucaramanga Alianza Medellín Envigado Águilas Doradas Chicó Caldas Pereira Bogotá · Tolima Huila Cali América Pasto Equipos de Bogotá: · La Equidad · Millonarios · Santa Fe Equipos de Medellín: · Atlético Nacional · Independiente Medellín |
| Caldas          | 1 | Once Caldas                                                                 | Junior Unión Jaguares Bucaramanga Alianza Medellín Envigado Águilas Doradas Chicó Caldas Pereira Bogotá · Tolima Huila Cali América Pasto Equipos de Bogotá: · La Equidad · Millonarios · Santa Fe Equipos de Medellín: · Atlético Nacional · Independiente Medellín |
| Córdoba         | 1 | Jaguares                                                                    | Junior Unión Jaguares Bucaramanga Alianza Medellín Envigado Águilas Doradas Chicó Caldas Pereira Bogotá · Tolima Huila Cali América Pasto Equipos de Bogotá: · La Equidad · Millonarios · Santa Fe Equipos de Medellín: · Atlético Nacional · Independiente Medellín |
| Huila           | 1 | Atlético Huila                                                              | Junior Unión Jaguares Bucaramanga Alianza Medellín Envigado Águilas Doradas Chicó Caldas Pereira Bogotá · Tolima Huila Cali América Pasto Equipos de Bogotá: · La Equidad · Millonarios · Santa Fe Equipos de Medellín: · Atlético Nacional · Independiente Medellín |
| Magdalena       | 1 | Unión Magdalena                                                             | Junior Unión Jaguares Bucaramanga Alianza Medellín Envigado Águilas Doradas Chicó Caldas Pereira Bogotá · Tolima Huila Cali América Pasto Equipos de Bogotá: · La Equidad · Millonarios · Santa Fe Equipos de Medellín: · Atlético Nacional · Independiente Medellín |
| Nariño          | 1 | Deportivo Pasto                                                             | Junior Unión Jaguares Bucaramanga Alianza Medellín Envigado Águilas Doradas Chicó Caldas Pereira Bogotá · Tolima Huila Cali América Pasto Equipos de Bogotá: · La Equidad · Millonarios · Santa Fe Equipos de Medellín: · Atlético Nacional · Independiente Medellín |
| Risaralda       | 1 | Deportivo Pereira                                                           | Junior Unión Jaguares Bucaramanga Alianza Medellín Envigado Águilas Doradas Chicó Caldas Pereira Bogotá · Tolima Huila Cali América Pasto Equipos de Bogotá: · La Equidad · Millonarios · Santa Fe Equipos de Medellín: · Atlético Nacional · Independiente Medellín |
| Tolima          | 1 | Deportes Tolima                                                             | Junior Unión Jaguares Bucaramanga Alianza Medellín Envigado Águilas Doradas Chicó Caldas Pereira Bogotá · Tolima Huila Cali América Pasto Equipos de Bogotá: · La Equidad · Millonarios · Santa Fe Equipos de Medellín: · Atlético Nacional · Independiente Medellín |

## Todos contra todos

### Clasificación
| Pos. | Equipo                 | Pts. | PJ | G  | E  | P  | GF | GC | Dif. | Clasificación                         |
| ---- | ---------------------- | ---- | -- | -- | -- | -- | -- | -- | ---- | ------------------------------------- |
| 1    | Águilas Doradas        | 44   | 20 | 12 | 8  | 0  | 35 | 12 | +23  | Cuadrangulares semifinales.           |
| 2    | Independiente Medellín | 39   | 20 | 10 | 9  | 1  | 30 | 15 | +15  | Cuadrangulares semifinales.           |
| 3    | América de Cali        | 37   | 20 | 10 | 7  | 3  | 35 | 19 | +16  | Cuadrangulares semifinales.           |
| 4    | Deportes Tolima        | 37   | 20 | 11 | 4  | 5  | 23 | 17 | +6   | Cuadrangulares semifinales.           |
| 5    | Atlético Nacional      | 33   | 20 | 10 | 3  | 7  | 33 | 21 | +12  | Cuadrangulares semifinales.           |
| 6    | Junior                 | 30   | 20 | 8  | 6  | 6  | 29 | 17 | +12  | Cuadrangulares semifinales.           |
| 7    | Millonarios            | 30   | 20 | 8  | 6  | 6  | 21 | 20 | +1   | Cuadrangulares semifinales.           |
| 8    | Deportivo Cali         | 28   | 20 | 7  | 7  | 6  | 25 | 25 | 0    | Cuadrangulares semifinales.           |
| 9    | Alianza Petrolera      | 28   | 20 | 8  | 4  | 8  | 18 | 24 | −6   |                                       |
| 10   | La Equidad             | 26   | 20 | 5  | 11 | 4  | 19 | 20 | −1   |                                       |
| 11   | Atlético Bucaramanga   | 26   | 20 | 7  | 5  | 8  | 20 | 22 | −2   |                                       |
| 12   | Deportivo Pasto        | 25   | 20 | 6  | 7  | 7  | 16 | 20 | −4   |                                       |
| 13   | Santa Fe               | 24   | 20 | 6  | 6  | 8  | 21 | 29 | −8   |                                       |
| 14   | Once Caldas            | 22   | 20 | 5  | 7  | 8  | 21 | 22 | −1   |                                       |
| 15   | Unión Magdalena        | 22   | 20 | 5  | 7  | 8  | 21 | 32 | −11  | Descenso a la Primera B por promedio. |
| 16   | Atlético Huila         | 19   | 20 | 4  | 7  | 9  | 18 | 22 | −4   | Descenso a la Primera B por promedio. |
| 17   | Deportivo Pereira      | 19   | 20 | 5  | 4  | 11 | 19 | 28 | −9   |                                       |
| 18   | Boyacá Chicó           | 19   | 20 | 3  | 10 | 7  | 15 | 26 | −11  |                                       |
| 19   | Jaguares               | 14   | 20 | 3  | 5  | 12 | 7  | 21 | −14  |                                       |
| 20   | Envigado F. C.         | 13   | 20 | 2  | 7  | 11 | 18 | 32 | −14  |                                       |

 Fuente: Dimayor

#### Evolución de la clasificación
| Equipo                 | Jornada | Jornada | Jornada | Jornada | Jornada | Jornada | Jornada | Jornada | Jornada | Jornada | Jornada | Jornada | Jornada | Jornada | Jornada | Jornada | Jornada | Jornada | Jornada | Jornada |
| Equipo                 | 1       | 2       | 3       | 4       | 5       | 6       | 7       | 8       | 9       | 10      | 11      | 12      | 13      | 14      | 15      | 16      | 17      | 18      | 19      | 20      |
| ---------------------- | ------- | ------- | ------- | ------- | ------- | ------- | ------- | ------- | ------- | ------- | ------- | ------- | ------- | ------- | ------- | ------- | ------- | ------- | ------- | ------- |
| Águilas Doradas        | 4       | 5       | 8       | 2       | 3       | 4       | 3       | 4       | 1       | 1       | 1       | 1       | 2       | 1       | 1       | 1       | 1       | 1       | 1       | 1       |
| Independiente Medellín | 8       | 2       | 11      | 4       | 2       | 1       | 2       | 1       | 3       | 2       | 3       | 4       | 4       | 3       | 4       | 3       | 2       | 2       | 2       | 2       |
| América de Cali        | 5       | 6       | 10      | 9       | 13      | 14      | 16      | 15      | 7       | 5       | 4       | 2       | 3       | 2       | 2       | 2       | 3       | 3       | 3       | 3       |
| Deportes Tolima        | 17      | 4       | 6       | 13      | 9       | 11      | 12      | 14      | 14      | 17      | 17      | 15      | 13      | 9       | 6       | 5       | 4       | 4       | 4       | 4       |
| Atlético Nacional      | 9       | 14      | 7       | 8       | 5       | 3       | 1       | 3       | 2       | 4       | 2       | 3       | 1       | 4       | 3       | 4       | 5       | 5       | 5       | 5       |
| Junior                 | 16      | 20      | 18      | 17      | 17      | 17      | 14      | 11      | 13      | 11      | 6       | 7       | 9       | 11      | 11      | 9       | 11      | 8       | 7       | 6       |
| Millonarios            | 12      | 12      | 15      | 11      | 14      | 9       | 8       | 5       | 9       | 13      | 9       | 10      | 5       | 5       | 7       | 8       | 6       | 6       | 6       | 7       |
| Deportivo Cali         | 2       | 3       | 14      | 14      | 15      | 18      | 18      | 19      | 16      | 16      | 14      | 14      | 15      | 12      | 9       | 11      | 8       | 9       | 8       | 8       |
| Alianza Petrolera      | 13      | 13      | 9       | 10      | 4       | 6       | 5       | 6       | 10      | 8       | 10      | 6       | 7       | 7       | 8       | 6       | 7       | 7       | 9       | 9       |
| La Equidad             | 7       | 10      | 4       | 5       | 7       | 5       | 9       | 12      | 15      | 14      | 18      | 17      | 18      | 16      | 16      | 13      | 14      | 14      | 12      | 10      |
| Atlético Bucaramanga   | 1       | 1       | 1       | 1       | 1       | 2       | 4       | 2       | 4       | 6       | 8       | 9       | 14      | 15      | 15      | 16      | 13      | 10      | 13      | 11      |
| Deportivo Pasto        | 11      | 11      | 12      | 6       | 8       | 7       | 11      | 7       | 11      | 9       | 12      | 13      | 10      | 8       | 10      | 12      | 9       | 11      | 10      | 12      |
| Santa Fe               | 6       | 7       | 3       | 7       | 11      | 8       | 6       | 8       | 6       | 3       | 5       | 5       | 6       | 6       | 5       | 7       | 10      | 12      | 11      | 13      |
| Once Caldas            | 10      | 16      | 5       | 12      | 6       | 10      | 7       | 10      | 12      | 12      | 11      | 11      | 12      | 14      | 14      | 14      | 16      | 16      | 15      | 14      |
| Unión Magdalena        | 15      | 19      | 17      | 16      | 16      | 16      | 13      | 9       | 5       | 10      | 13      | 12      | 8       | 10      | 12      | 10      | 12      | 13      | 14      | 15      |
| Atlético Huila         | 3       | 8       | 2       | 3       | 10      | 12      | 10      | 13      | 8       | 7       | 7       | 8       | 11      | 13      | 13      | 15      | 17      | 17      | 16      | 16      |
| Deportivo Pereira      | 20      | 17      | 19      | 19      | 20      | 15      | 17      | 17      | 19      | 18      | 16      | 16      | 17      | 18      | 18      | 18      | 15      | 15      | 17      | 17      |
| Boyacá Chicó           | 14      | 18      | 20      | 20      | 18      | 19      | 19      | 18      | 17      | 15      | 15      | 18      | 16      | 17      | 17      | 17      | 18      | 18      | 18      | 18      |
| Jaguares               | 18      | 9       | 13      | 15      | 12      | 13      | 15      | 16      | 18      | 19      | 19      | 20      | 19      | 19      | 19      | 19      | 19      | 19      | 19      | 19      |
| Envigado F. C.         | 19      | 15      | 16      | 18      | 19      | 20      | 20      | 20      | 20      | 20      | 20      | 19      | 20      | 20      | 20      | 20      | 20      | 20      | 20      | 20      |

1. 1 2 3 4  Los partidos Águilas Doradas vs. Atlético Nacional y Unión Magdalena vs. América de Cali por la segunda (2ª) fecha fueron aplazados y se jugaron el 30 de agosto, días antes de la disputa de la novena (9ª) fecha.
2. 1 2  El partido Deportivo Pereira vs. Águilas Doradas por la octava (8ª) fecha fue aplazado y se jugó el 11 de octubre, días antes de la disputa de la decimoséptima (17ª) fecha.
3. 1 2  El partido Envigado F. C. vs. América de Cali por la sexta (6ª) fecha fue aplazado y se jugó el 6 de septiembre, días antes de la disputa de la décima (10ª) fecha.
4. 1 2  El partido América de Cali vs. Millonarios por la decimosexta (16ª) fecha fue aplazado y se jugó el 30 de octubre, días antes de la disputa de la vigésima (20ª) fecha.
5. 1 2  El partido Deportivo Cali vs. Deportes Tolima por la sexta (6ª) fecha fue aplazado y se jugó el 11 de octubre, días antes de la disputa de la decimoséptima (17ª) fecha.
6. 1 2  El partido Deportes Tolima vs. Deportivo Pereira por la séptima (7ª) fecha fue aplazado y se jugó el 6 de septiembre, días antes de la disputa de la décima (10ª) fecha.
7. 1 2  El partido Millonarios vs. Unión Magdalena por la decimoquinta (15ª) fecha fue aplazado y se jugó el 18 de octubre, días antes de la disputa de la decimoctava (18ª) fecha.
8. 1 2  El partido Deportivo Cali vs. Santa Fe por la segunda (2ª) fecha fue aplazado y se jugó el 6 de septiembre, días antes de la disputa de la décima (10ª) fecha.
9. 1 2  El partido Alianza Petrolera vs. Boyacá Chicó por la primera (1ª) fecha fue aplazado y se jugó el 5 de septiembre, días antes de la disputa de la décima (10ª) fecha.

### Resultados
- La hora de cada encuentro corresponde al huso horario que rige a Colombia (UTC-5)

Nota: Los horarios se definen la semana previa a cada jornada. Todos los partidos son transmitidos en vivo por Win Sports+. El canal Win Sports transmite 5 partidos en vivo por fecha.
| Envigado F. C.         | 1 : 3 | Atlético Bucaramanga | Polideportivo Sur              | 14 de julio     | 16:00 | Win Sports+ y Win Sports |
| Atlético Huila         | 2 : 1 | Unión Magdalena      | Guillermo Plazas Alcid         | 14 de julio     | 19:40 | Win Sports+ y Win Sports |
| Independiente Medellín | 2 : 2 | La Equidad           | Atanasio Girardot              | 15 de julio     | 16:00 | Win Sports+ y Win Sports |
| Junior                 | 0 : 1 | Águilas Doradas      | Metropolitano Roberto Meléndez | 15 de julio     | 18:10 | Win Sports+              |
| Deportivo Pasto        | 0 : 0 | Millonarios          | Departamental Libertad         | 15 de julio     | 20:20 | Win Sports+              |
| América de Cali        | 1 : 0 | Deportes Tolima      | Olímpico Pascual Guerrero      | 16 de julio     | 17:15 | Win Sports+              |
| Once Caldas            | 1 : 1 | Atlético Nacional    | Palogrande                     | 16 de julio     | 19:30 | Win Sports+              |
| Deportivo Pereira      | 0 : 2 | Deportivo Cali       | Hernán Ramírez Villegas        | 17 de julio     | 20:00 | Win Sports+              |
| Santa Fe               | 1 : 0 | Jaguares             | Nemesio Camacho El Campín      | 19 de julio     | 20:00 | Win Sports+              |
| Alianza Petrolera      | 1 : 1 | Boyacá Chicó         | Daniel Villa Zapata            | 5 de septiembre | 20:10 | Win Sports+ y Win Sports |

| Fecha 2                | Fecha 2   | Fecha 2           | Fecha 2                   | Fecha 2         | Fecha 2 | Fecha 2                  |
| Visitante              | Resultado | Local             | Estadio                   | Fecha           | Hora    | Transmisión              |
| ---------------------- | --------- | ----------------- | ------------------------- | --------------- | ------- | ------------------------ |
| Deportes Tolima        | 3 : 1     | Once Caldas       | Manuel Murillo Toro       | 21 de julio     | 16:00   | Win Sports+              |
| La Equidad             | 1 : 1     | Envigado F. C.    | Metropolitano de Techo    | 21 de julio     | 18:15   | Win Sports+ y Win Sports |
| Deportivo Pasto        | 1 : 1     | Alianza Petrolera | Departamental Libertad    | 21 de julio     | 20:30   | Win Sports+ y Win Sports |
| Millonarios            | 0 : 0     | Deportivo Pereira | Nemesio Camacho El Campín | 22 de julio     | 20:30   | Win Sports+              |
| Atlético Bucaramanga   | 1 : 0     | Atlético Huila    | Alfonso López             | 23 de julio     | 15:45   | Win Sports+ y Win Sports |
| Independiente Medellín | 1 : 0     | Junior            | Atanasio Girardot         | 23 de julio     | 20:10   | Win Sports+              |
| Jaguares               | 2 : 1     | Boyacá Chicó      | Jaraguay                  | 24 de julio     | 19:00   | Win Sports+ y Win Sports |
| Unión Magdalena        | 0 : 0     | América de Cali   | Sierra Nevada             | 30 de agosto    | 18:15   | Win Sports+              |
| Águilas Doradas        | 2 : 0     | Atlético Nacional | Alberto Grisales          | 30 de agosto    | 20:30   | Win Sports+              |
| Deportivo Cali         | 2 : 2     | Santa Fe          | Deportivo Cali            | 6 de septiembre | 20:20   | Win Sports+              |

| Fecha 3           | Fecha 3   | Fecha 3                | Fecha 3                        | Fecha 3     | Fecha 3 | Fecha 3                  |
| Local             | Resultado | Visitante              | Estadio                        | Fecha       | Hora    | Transmisión              |
| ----------------- | --------- | ---------------------- | ------------------------------ | ----------- | ------- | ------------------------ |
| Deportes Tolima   | 1 : 1     | Águilas Doradas        | Manuel Murillo Toro            | 29 de julio | 16:00   | Win Sports+ y Win Sports |
| Alianza Petrolera | 1 : 0     | Millonarios            | Daniel Villa Zapata            | 29 de julio | 18:10   | Win Sports+              |
| Atlético Nacional | 2 : 1     | Jaguares               | Atanasio Girardot              | 29 de julio | 20:20   | Win Sports+              |
| Once Caldas       | 4 : 0     | Deportivo Cali         | Palogrande                     | 30 de julio | 15:30   | Win Sports+              |
| América de Cali   | 1 : 1     | Deportivo Pasto        | Olímpico Pascual Guerrero      | 30 de julio | 17:45   | Win Sports+              |
| Atlético Huila    | 2 : 0     | Deportivo Pereira      | Guillermo Plazas Alcid         | 30 de julio | 20:00   | Win Sports+ y Win Sports |
| Envigado F. C.    | 0 : 0     | Unión Magdalena        | Polideportivo Sur              | 31 de julio | 16:00   | Win Sports+ y Win Sports |
| Boyacá Chicó      | 0 : 2     | La Equidad             | La Independencia               | 31 de julio | 18:10   | Win Sports+ y Win Sports |
| Junior            | 1 : 1     | Atlético Bucaramanga   | Metropolitano Roberto Meléndez | 31 de julio | 20:20   | Win Sports+              |
| Santa Fe          | 1 : 0     | Independiente Medellín | Nemesio Camacho El Campín      | 2 de agosto | 19:30   | Win Sports+              |

| Fecha 4                | Fecha 4   | Fecha 4           | Fecha 4                        | Fecha 4     | Fecha 4 | Fecha 4                  |
| Local                  | Resultado | Visitante         | Estadio                        | Fecha       | Hora    | Transmisión              |
| ---------------------- | --------- | ----------------- | ------------------------------ | ----------- | ------- | ------------------------ |
| Atlético Huila         | 0 : 0     | Alianza Petrolera | Guillermo Plazas Alcid         | 4 de agosto | 18:15   | Win Sports+ y Win Sports |
| Águilas Doradas        | 2 : 1     | Once Caldas       | Alberto Grisales               | 4 de agosto | 20:30   | Win Sports+              |
| Unión Magdalena        | 0 : 0     | Junior            | Armando Maestre Pavajeau       | 5 de agosto | 16:00   | Win Sports+              |
| Deportivo Pereira      | 1 : 1     | Boyacá Chicó      | Hernán Ramírez Villegas        | 5 de agosto | 18:10   | Win Sports+ y Win Sports |
| Independiente Medellín | 1 : 0     | Envigado F. C.    | Metropolitano Ciudad de Itagüí | 5 de agosto | 20:20   | Win Sports+              |
| La Equidad             | 1 : 1     | América de Cali   | Nemesio Camacho El Campín      | 6 de agosto | 16:00   | Win Sports+              |
| Deportivo Cali         | 1 : 1     | Atlético Nacional | Deportivo Cali                 | 6 de agosto | 18:10   | Win Sports+              |
| Deportivo Pasto        | 2 : 0     | Santa Fe          | Departamental Libertad         | 6 de agosto | 20:20   | Win Sports+              |
| Atlético Bucaramanga   | 3 : 0     | Jaguares          | Alfonso López                  | 7 de agosto | 17:15   | Win Sports+ y Win Sports |
| Millonarios            | 1 : 0     | Deportes Tolima   | Nemesio Camacho El Campín      | 7 de agosto | 19:30   | Win Sports+              |

| Fecha 5           | Fecha 5   | Fecha 5                | Fecha 5                        | Fecha 5      | Fecha 5 | Fecha 5                  |
| Local             | Resultado | Visitante              | Estadio                        | Fecha        | Hora    | Transmisión              |
| ----------------- | --------- | ---------------------- | ------------------------------ | ------------ | ------- | ------------------------ |
| Alianza Petrolera | 3 : 1     | Envigado F. C.         | Daniel Villa Zapata            | 10 de agosto | 18:00   | Win Sports+ y Win Sports |
| Águilas Doradas   | 1 : 0     | Deportivo Cali         | Alberto Grisales               | 11 de agosto | 18:20   | Win Sports+              |
| Deportes Tolima   | 1 : 0     | Atlético Huila         | Manuel Murillo Toro            | 11 de agosto | 20:30   | Win Sports+ y Win Sports |
| Santa Fe          | 1 : 1     | La Equidad             | Nemesio Camacho El Campín      | 12 de agosto | 16:10   | Win Sports+ y Win Sports |
| Junior            | 0 : 0     | Deportivo Pasto        | Metropolitano Roberto Meléndez | 12 de agosto | 18:20   | Win Sports+              |
| Once Caldas       | 1 : 0     | Deportivo Pereira      | Palogrande                     | 12 de agosto | 20:30   | Win Sports+              |
| América de Cali   | 1 : 3     | Independiente Medellín | Olímpico Pascual Guerrero      | 13 de agosto | 16:00   | Win Sports+              |
| Jaguares          | 2 : 0     | Millonarios            | Jaraguay                       | 13 de agosto | 18:10   | Win Sports+              |
| Atlético Nacional | 2 : 1     | Atlético Bucaramanga   | Atanasio Girardot              | 13 de agosto | 20:20   | Win Sports+              |
| Boyacá Chicó      | 0 : 0     | Unión Magdalena        | La Independencia               | 14 de agosto | 19:40   | Win Sports+ y Win Sports |

| Deportivo Pereira      | 3 : 0 | Jaguares          | Hernán Ramírez Villegas   | 19 de agosto    | 16:00 | Win Sports+ y Win Sports |
| Unión Magdalena        | 2 : 2 | Santa Fe          | Sierra Nevada             | 19 de agosto    | 18:10 | Win Sports+              |
| La Equidad             | 0 : 0 | Junior            | Metropolitano de Techo    | 19 de agosto    | 20:20 | Win Sports+              |
| Deportivo Pasto        | 1 : 1 | Boyacá Chicó      | Departamental Libertad    | 20 de agosto    | 16:00 | Win Sports+ y Win Sports |
| Independiente Medellín | 2 : 1 | Alianza Petrolera | Atanasio Girardot         | 20 de agosto    | 18:10 | Win Sports+ y Win Sports |
| Atlético Huila         | 0 : 1 | Atlético Nacional | Guillermo Plazas Alcid    | 20 de agosto    | 20:20 | Win Sports+              |
| Atlético Bucaramanga   | 1 : 1 | Águilas Doradas   | Alfonso López             | 21 de agosto    | 16:00 | Win Sports+ y Win Sports |
| Millonarios            | 2 : 1 | Once Caldas       | Nemesio Camacho El Campín | 21 de agosto    | 19:00 | Win Sports+              |
| Envigado F. C.         | 0 : 0 | América de Cali   | Polideportivo Sur         | 6 de septiembre | 16:05 | Win Sports+              |
| Deportivo Cali         | 2 : 0 | Deportes Tolima   | Deportivo Cali            | 11 de octubre   | 18:15 | Win Sports+              |

| Jaguares          | 0 : 1 | Unión Magdalena        | Jaraguay                       | 22 de agosto    | 18:15 | Win Sports+ y Win Sports |
| Alianza Petrolera | 1 : 0 | La Equidad             | Daniel Villa Zapata            | 23 de agosto    | 16:45 | Win Sports               |
| Santa Fe          | 2 : 0 | Envigado F. C.         | Nemesio Camacho El Campín      | 23 de agosto    | 18:15 | Win Sports+              |
| Junior            | 4 : 3 | América de Cali        | Metropolitano Roberto Meléndez | 23 de agosto    | 20:30 | Win Sports+              |
| Boyacá Chicó      | 1 : 1 | Atlético Huila         | La Independencia               | 24 de agosto    | 16:00 | Win Sports+              |
| Atlético Nacional | 2 : 0 | Deportivo Pasto        | Atanasio Girardot              | 24 de agosto    | 18:20 | Win Sports+              |
| Deportivo Cali    | 0 : 0 | Millonarios            | Deportivo Cali                 | 24 de agosto    | 20:30 | Win Sports+              |
| Once Caldas       | 1 : 0 | Atlético Bucaramanga   | Palogrande                     | 25 de agosto    | 18:15 | Win Sports+              |
| Águilas Doradas   | 1 : 1 | Independiente Medellín | Alberto Grisales               | 25 de agosto    | 20:30 | Win Sports+ y Win Sports |
| Deportes Tolima   | 2 : 3 | Deportivo Pereira      | Manuel Murillo Toro            | 6 de septiembre | 18:10 | Win Sports+              |

| Envigado F. C.         | 1 : 2 | Junior            | Polideportivo Sur         | 26 de agosto  | 16:00 | Win Sports+              |
| Unión Magdalena        | 2 : 0 | Alianza Petrolera | Sierra Nevada             | 26 de agosto  | 18:10 | Win Sports+              |
| La Equidad             | 0 : 0 | Deportes Tolima   | Metropolitano de Techo    | 26 de agosto  | 20:20 | Win Sports+ y Win Sports |
| Millonarios            | 1 : 0 | Atlético Nacional | Nemesio Camacho El Campín | 27 de agosto  | 16:00 | Win Sports+              |
| América de Cali        | 2 : 0 | Santa Fe          | Olímpico Pascual Guerrero | 27 de agosto  | 18:10 | Win Sports+              |
| Atlético Huila         | 0 : 0 | Jaguares          | Guillermo Plazas Alcid    | 27 de agosto  | 20:20 | Win Sports+ y Win Sports |
| Independiente Medellín | 1 : 1 | Boyacá Chicó      | Atanasio Girardot         | 28 de agosto  | 18:15 | Win Sports+              |
| Atlético Bucaramanga   | 1 : 0 | Deportivo Cali    | Alfonso López             | 28 de agosto  | 20:30 | Win Sports+              |
| Deportivo Pasto        | 1 : 0 | Once Caldas       | Departamental Libertad    | 29 de agosto  | 20:10 | Win Sports+ y Win Sports |
| Deportivo Pereira      | 0 : 0 | Águilas Doradas   | Hernán Ramírez Villegas   | 11 de octubre | 20:30 | Win Sports+              |

| Boyacá Chicó      | 1 : 0 | Envigado F. C.         | La Independencia          | 1 de septiembre | 18:05 | Win Sports+              |
| Deportes Tolima   | 0 : 0 | Atlético Bucaramanga   | Manuel Murillo Toro       | 1 de septiembre | 20:10 | Win Sports+ y Win Sports |
| Jaguares          | 1 : 1 | Independiente Medellín | Jaraguay                  | 2 de septiembre | 16:45 | Win Sports               |
| Santa Fe          | 1 : 0 | Junior                 | Nemesio Camacho El Campín | 2 de septiembre | 18:10 | Win Sports+              |
| Alianza Petrolera | 2 : 3 | América de Cali        | Daniel Villa Zapata       | 2 de septiembre | 20:20 | Win Sports+              |
| Atlético Nacional | 2 : 0 | Deportivo Pereira      | Atanasio Girardot         | 3 de septiembre | 16:00 | Win Sports+              |
| Águilas Doradas   | 2 : 0 | Millonarios            | Alberto Grisales          | 3 de septiembre | 18:10 | Win Sports+              |
| Deportivo Cali    | 4 : 0 | Deportivo Pasto        | Deportivo Cali            | 3 de septiembre | 20:20 | Win Sports+              |
| Unión Magdalena   | 1 : 0 | La Equidad             | Sierra Nevada             | 4 de septiembre | 18:10 | Win Sports+ y Win Sports |
| Once Caldas       | 1 : 2 | Atlético Huila         | Palogrande                | 4 de septiembre | 20:20 | Win Sports+ y Win Sports |

| Deportivo Pasto        | 1 : 0 | Jaguares          | Departamental Libertad         | 8 de septiembre  | 19:40 | Win Sports+ y Win Sports |
| La Equidad             | 0 : 0 | Boyacá Chicó      | Metropolitano de Techo         | 9 de septiembre  | 16:00 | Win Sports+ y Win Sports |
| Junior                 | 7 : 1 | Unión Magdalena   | Metropolitano Roberto Meléndez | 9 de septiembre  | 18:10 | Win Sports+              |
| Independiente Medellín | 1 : 0 | Atlético Nacional | Atanasio Girardot              | 9 de septiembre  | 20:20 | Win Sports+              |
| Deportivo Pereira      | 1 : 2 | Once Caldas       | Hernán Ramírez Villegas        | 10 de septiembre | 16:00 | Win Sports+              |
| América de Cali        | 3 : 0 | Deportivo Cali    | Olímpico Pascual Guerrero      | 10 de septiembre | 18:10 | Win Sports+              |
| Millonarios            | 2 : 4 | Santa Fe          | Nemesio Camacho El Campín      | 10 de septiembre | 20:20 | Win Sports+              |
| Envigado F. C.         | 2 : 2 | Águilas Doradas   | Polideportivo Sur              | 11 de septiembre | 16:00 | Win Sports+ y Win Sports |
| Atlético Huila         | 3 : 0 | Deportes Tolima   | Guillermo Plazas Alcid         | 11 de septiembre | 18:15 | Win Sports+ y Win Sports |
| Atlético Bucaramanga   | 0 : 1 | Alianza Petrolera | Alfonso López                  | 11 de septiembre | 20:30 | Win Sports+              |

| Deportivo Pereira | 2 : 1 | Deportivo Pasto        | Hernán Ramírez Villegas   | 13 de septiembre | 16:00 | Win Sports+              |
| Boyacá Chicó      | 1 : 1 | Santa Fe               | La Independencia          | 13 de septiembre | 17:45 | Win Sports               |
| Jaguares          | 0 : 1 | América de Cali        | Jaraguay                  | 13 de septiembre | 18:10 | Win Sports+              |
| Atlético Nacional | 5 : 0 | La Equidad             | Atanasio Girardot         | 13 de septiembre | 20:20 | Win Sports+              |
| Deportes Tolima   | 1 : 1 | Independiente Medellín | Manuel Murillo Toro       | 14 de septiembre | 16:30 | Win Sports+              |
| Águilas Doradas   | 2 : 1 | Unión Magdalena        | Alberto Grisales          | 14 de septiembre | 17:45 | Win Sports               |
| Deportivo Cali    | 1 : 0 | Atlético Huila         | Deportivo Cali            | 14 de septiembre | 18:40 | Win Sports+              |
| Alianza Petrolera | 1 : 5 | Junior                 | Daniel Villa Zapata       | 14 de septiembre | 20:50 | Win Sports+              |
| Once Caldas       | 0 : 0 | Envigado F. C.         | Palogrande                | 15 de septiembre | 18:15 | Win Sports+ y Win Sports |
| Millonarios       | 3 : 0 | Atlético Bucaramanga   | Nemesio Camacho El Campín | 15 de septiembre | 20:30 | Win Sports+              |

| América de Cali        | 5 : 0 | Boyacá Chicó      | Olímpico Pascual Guerrero      | 16 de septiembre | 20:15 | Win Sports+              |
| Santa Fe               | 0 : 1 | Alianza Petrolera | Nemesio Camacho El Campín      | 17 de septiembre | 16:00 | Win Sports+              |
| Junior                 | 1 : 1 | Atlético Nacional | Metropolitano Roberto Meléndez | 17 de septiembre | 18:10 | Win Sports+              |
| Atlético Huila         | 1 : 1 | Águilas Doradas   | Guillermo Plazas Alcid         | 17 de septiembre | 19:00 | Win Sports               |
| Deportivo Pasto        | 1 : 2 | Deportes Tolima   | Departamental Libertad         | 17 de septiembre | 20:20 | Win Sports+              |
| Envigado F. C.         | 1 : 0 | Jaguares          | Polideportivo Sur              | 18 de septiembre | 16:00 | Win Sports               |
| Unión Magdalena        | 1 : 1 | Once Caldas       | Sierra Nevada                  | 18 de septiembre | 16:30 | Win Sports+              |
| Atlético Bucaramanga   | 1 : 1 | Deportivo Pereira | Alfonso López                  | 18 de septiembre | 18:40 | Win Sports+ y Win Sports |
| Independiente Medellín | 1 : 1 | Millonarios       | Atanasio Girardot              | 18 de septiembre | 20:50 | Win Sports+              |
| La Equidad             | 1 : 1 | Deportivo Cali    | Metropolitano de Techo         | 19 de septiembre | 20:15 | Win Sports+              |

| Boyacá Chicó         | 2 : 1 | Junior                 | La Independencia          | 20 de septiembre | 16:00 | Win Sports+              |
| Águilas Doradas      | 2 : 2 | América de Cali        | Alberto Grisales          | 20 de septiembre | 18:10 | Win Sports+              |
| Atlético Nacional    | 3 : 0 | Santa Fe               | Atanasio Girardot         | 20 de septiembre | 20:20 | Win Sports+              |
| Deportivo Pereira    | 1 : 2 | Unión Magdalena        | Hernán Ramírez Villegas   | 21 de septiembre | 16:00 | Win Sports+              |
| Deportes Tolima      | 2 : 0 | Envigado F. C.         | Manuel Murillo Toro       | 21 de septiembre | 17:45 | Win Sports               |
| Atlético Bucaramanga | 0 : 2 | Deportivo Pasto        | Alfonso López             | 21 de septiembre | 18:10 | Win Sports+              |
| Millonarios          | 2 : 1 | Atlético Huila         | Nemesio Camacho El Campín | 21 de septiembre | 20:20 | Win Sports+              |
| Jaguares             | 0 : 0 | Alianza Petrolera      | Jaraguay                  | 22 de septiembre | 16:30 | Win Sports+ y Win Sports |
| Once Caldas          | 1 : 1 | La Equidad             | Palogrande                | 22 de septiembre | 18:40 | Win Sports+ y Win Sports |
| Deportivo Cali       | 2 : 2 | Independiente Medellín | Deportivo Cali            | 22 de septiembre | 20:50 | Win Sports+              |

| Boyacá Chicó           | 0 : 1 | Águilas Doradas      | La Independencia               | 23 de septiembre | 16:00 | Win Sports+ y Win Sports |
| América de Cali        | 4 : 1 | Atlético Nacional    | Olímpico Pascual Guerrero      | 23 de septiembre | 20:20 | Win Sports+              |
| Santa Fe               | 1 : 0 | Deportivo Pereira    | Nemesio Camacho El Campín      | 24 de septiembre | 18:10 | Win Sports+              |
| Junior                 | 0 : 1 | Deportes Tolima      | Metropolitano Roberto Meléndez | 24 de septiembre | 20:20 | Win Sports+              |
| Envigado F. C.         | 1 : 2 | Millonarios          | Polideportivo Sur              | 25 de septiembre | 10:00 | Win Sports+              |
| La Equidad             | 2 : 0 | Jaguares             | Metropolitano de Techo         | 25 de septiembre | 16:15 | Win Sports+ y Win Sports |
| Alianza Petrolera      | 2 : 1 | Once Caldas          | Daniel Villa Zapata            | 25 de septiembre | 18:25 | Win Sports+ y Win Sports |
| Independiente Medellín | 2 : 0 | Atlético Bucaramanga | Atanasio Girardot              | 25 de septiembre | 20:35 | Win Sports+              |
| Unión Magdalena        | 3 : 4 | Deportivo Cali       | Sierra Nevada                  | 26 de septiembre | 18:15 | Win Sports+              |
| Deportivo Pasto        | 1 : 0 | Atlético Huila       | Departamental Libertad         | 26 de septiembre | 20:30 | Win Sports+ y Win Sports |

| Jaguares             | 0 : 0 | Junior                 | Jaraguay                  | 29 de septiembre | 18:00 | Win Sports+              |
| Deportes Tolima      | 2 : 0 | Boyacá Chicó           | Manuel Murillo Toro       | 29 de septiembre | 20:10 | Win Sports+              |
| Atlético Bucaramanga | 1 : 1 | Santa Fe               | Alfonso López             | 30 de septiembre | 16:00 | Win Sports+              |
| Atlético Nacional    | 3 : 0 | Envigado F. C.         | Atanasio Girardot         | 30 de septiembre | 18:10 | Win Sports+              |
| Águilas Doradas      | 3 : 0 | Deportivo Pasto        | Alberto Grisales          | 30 de septiembre | 19:00 | Win Sports               |
| Deportivo Pereira    | 2 : 4 | América de Cali        | Hernán Ramírez Villegas   | 30 de septiembre | 20:20 | Win Sports+              |
| Once Caldas          | 2 : 2 | Independiente Medellín | Palogrande                | 1 de octubre     | 16:00 | Win Sports+              |
| Deportivo Cali       | 1 : 0 | Alianza Petrolera      | Deportivo Cali            | 1 de octubre     | 19:30 | Win Sports+              |
| Atlético Huila       | 1 : 1 | La Equidad             | Guillermo Plazas Alcid    | 2 de octubre     | 20:10 | Win Sports+ y Win Sports |
| Millonarios          | 1 : 1 | Unión Magdalena        | Nemesio Camacho El Campín | 18 de octubre    | 20:00 | Win Sports+              |

| Jaguares               | 0 : 1 | Deportes Tolima      | Jaraguay                       | 6 de octubre  | 18:00 | Win Sports+              |
| Junior                 | 3 : 2 | Deportivo Cali       | Metropolitano Roberto Meléndez | 6 de octubre  | 20:10 | Win Sports+              |
| Envigado F. C.         | 2 : 3 | Deportivo Pereira    | Polideportivo Sur              | 7 de octubre  | 16:00 | Win Sports+ y Win Sports |
| Unión Magdalena        | 2 : 1 | Atlético Nacional    | Sierra Nevada                  | 7 de octubre  | 18:10 | Win Sports+              |
| Santa Fe               | 0 : 5 | Águilas Doradas      | Nemesio Camacho El Campín      | 7 de octubre  | 20:20 | Win Sports+              |
| La Equidad             | 1 : 0 | Deportivo Pasto      | Nemesio Camacho El Campín      | 8 de octubre  | 16:00 | Win Sports+ y Win Sports |
| Independiente Medellín | 2 : 0 | Atlético Huila       | Atanasio Girardot              | 8 de octubre  | 18:10 | Win Sports+              |
| Boyacá Chicó           | 2 : 1 | Once Caldas          | La Independencia               | 8 de octubre  | 20:20 | Win Sports+              |
| Alianza Petrolera      | 1 : 0 | Atlético Bucaramanga | Daniel Villa Zapata            | 10 de octubre | 20:00 | Win Sports+ y Win Sports |
| América de Cali        | 1 : 0 | Millonarios          | Olímpico Pascual Guerrero      | 30 de octubre | 20:00 | Win Sports+              |

| Deportivo Pasto      | 3 : 1 | Unión Magdalena        | Departamental Libertad    | 13 de octubre | 18:00 | Win Sports+ y Win Sports |
| Once Caldas          | 0 : 0 | Jaguares               | Palogrande                | 13 de octubre | 20:10 | Win Sports+ y Win Sports |
| Deportivo Pereira    | 1 : 0 | La Equidad             | Hernán Ramírez Villegas   | 14 de octubre | 16:00 | Win Sports+              |
| Atlético Nacional    | 1 : 2 | Independiente Medellín | Atanasio Girardot         | 14 de octubre | 18:10 | Win Sports+              |
| Millonarios          | 1 : 0 | Junior                 | Nemesio Camacho El Campín | 14 de octubre | 20:20 | Win Sports+              |
| Águilas Doradas      | 3 : 0 | Alianza Petrolera      | Alberto Grisales          | 15 de octubre | 16:00 | Win Sports+              |
| Deportivo Cali       | 0 : 0 | América de Cali        | Deportivo Cali            | 15 de octubre | 18:10 | Win Sports+              |
| Deportes Tolima      | 1 : 0 | Santa Fe               | Manuel Murillo Toro       | 15 de octubre | 20:20 | Win Sports+              |
| Atlético Huila       | 3 : 3 | Envigado F. C.         | Guillermo Plazas Alcid    | 16 de octubre | 18:05 | Win Sports+ y Win Sports |
| Atlético Bucaramanga | 1 : 0 | Boyacá Chicó           | Alfonso López             | 16 de octubre | 20:15 | Win Sports+              |

| Envigado F. C.         | 3 : 0 | Deportivo Cali       | Polideportivo Sur              | 20 de octubre | 16:00 | Win Sports+              |
| Jaguares               | 1 : 0 | Deportivo Pasto      | Jaraguay                       | 20 de octubre | 18:10 | Win Sports+ y Win Sports |
| La Equidad             | 1 : 1 | Águilas Doradas      | Metropolitano de Techo         | 20 de octubre | 20:20 | Win Sports+ y Win Sports |
| Santa Fe               | 2 : 3 | Millonarios          | Nemesio Camacho El Campín      | 21 de octubre | 16:00 | Win Sports+              |
| Unión Magdalena        | 1 : 2 | Atlético Bucaramanga | Sierra Nevada                  | 21 de octubre | 18:10 | Win Sports+              |
| Junior                 | 1 : 0 | Once Caldas          | Metropolitano Roberto Meléndez | 21 de octubre | 20:20 | Win Sports+              |
| Boyacá Chicó           | 1 : 3 | Atlético Nacional    | La Independencia               | 22 de octubre | 16:00 | Win Sports+              |
| Independiente Medellín | 1 : 0 | Deportivo Pereira    | Atanasio Girardot              | 22 de octubre | 18:10 | Win Sports+              |
| Alianza Petrolera      | 0 : 1 | Deportes Tolima      | Daniel Villa Zapata            | 22 de octubre | 20:20 | Win Sports+ y Win Sports |
| América de Cali        | 1 : 0 | Atlético Huila       | Olímpico Pascual Guerrero      | 23 de octubre | 20:00 | Win Sports+              |

| Águilas Doradas      | 3 : 1 | Envigado F. C.         | Alberto Grisales          | 24 de octubre | 18:00 | Win Sports+ y Win Sports |
| Deportivo Cali       | 2 : 0 | Jaguares               | Deportivo Cali            | 24 de octubre | 20:10 | Win Sports+              |
| Atlético Bucaramanga | 2 : 3 | La Equidad             | Alfonso López             | 25 de octubre | 16:00 | Win Sports+ y Win Sports |
| Deportivo Pereira    | 0 : 2 | Junior                 | Hernán Ramírez Villegas   | 25 de octubre | 18:10 | Win Sports+              |
| Millonarios          | 1 : 1 | Boyacá Chicó           | Nemesio Camacho El Campín | 25 de octubre | 20:20 | Win Sports+              |
| Deportivo Pasto      | 0 : 0 | Independiente Medellín | Departamental Libertad    | 26 de octubre | 16:00 | Win Sports+              |
| Once Caldas          | 1 : 1 | América de Cali        | Palogrande                | 26 de octubre | 18:10 | Win Sports+              |
| Atlético Nacional    | 2 : 0 | Alianza Petrolera      | Atanasio Girardot         | 26 de octubre | 20:20 | Win Sports+              |
| Atlético Huila       | 2 : 2 | Santa Fe               | Guillermo Plazas Alcid    | 27 de octubre | 18:00 | Win Sports+ y Win Sports |
| Deportes Tolima      | 2 : 1 | Unión Magdalena        | Manuel Murillo Toro       | 27 de octubre | 20:10 | Win Sports+ y Win Sports |

| Boyacá Chicó      | 1 : 1 | Deportivo Cali         | La Independencia               | 7 de noviembre | 19:30 | Win Sports                       |
| Junior            | 2 : 0 | Atlético Huila         | Metropolitano Roberto Meléndez | 7 de noviembre | 19:30 | Win Sports+                      |
| Alianza Petrolera | 2 : 1 | Deportivo Pereira      | Daniel Villa Zapata            | 7 de noviembre | 19:30 | Win Sports Online y winsports.co |
| Santa Fe          | 0 : 1 | Once Caldas            | Nemesio Camacho El Campín      | 7 de noviembre | 19:30 | Win Sports Online y winsports.co |
| Envigado F. C.    | 1 : 1 | Deportivo Pasto        | Metropolitano Ciudad de Itagüí | 7 de noviembre | 19:30 | Win Sports Online y winsports.co |
| Atlético Nacional | 2 : 3 | Deportes Tolima        | Atanasio Girardot              | 8 de noviembre | 19:30 | Win Sports                       |
| América de Cali   | 1 : 2 | Atlético Bucaramanga   | Olímpico Pascual Guerrero      | 8 de noviembre | 19:30 | Win Sports+                      |
| La Equidad        | 2 : 1 | Millonarios            | Metropolitano de Techo         | 8 de noviembre | 19:30 | Win Sports Online y winsports.co |
| Jaguares          | 0 : 1 | Águilas Doradas        | Jaraguay                       | 8 de noviembre | 19:30 | Win Sports Online y winsports.co |
| Unión Magdalena   | 0 : 4 | Independiente Medellín | Sierra Nevada                  | 8 de noviembre | 19:30 | Win Sports Online y winsports.co |

1. ↑  El partido entre Envigado F. C. y Millonarios por la fecha 14 programado para el 24 de septiembre a las 16:00 horas fue aplazado por fuerte lluvia y tormenta eléctrica y se reprogramó para el 25 de septiembre a las 10:00 horas.[42]

## Cuadrangulares semifinales
- La hora de cada encuentro corresponde al huso horario que rige a Colombia (UTC-5).

La segunda fase del Torneo Finalización 2023 fueron los cuadrangulares semifinales. Estos los disputaron los ocho mejores equipos del torneo distribuidos en dos grupos de cuatro equipos. Los dos primeros de la fase todos contra todos serán cabezas de los grupos A y B, respectivamente, mientras que los seis equipos restantes fueron sorteados según su posición para integrar los dos grupos: el 3.° fue emparejado con el 4.° y lo sembró en el otro grupo y de igual manera con el 5.° y 6.° y el 7.° y 8.°.
Tras tener cada grupo formado con sus cuatro equipos participantes, se llevaron a cabo enfrentamientos con el formato todos contra todos, a ida y vuelta, dando como resultado seis fechas en disputa. Los equipos ganadores de cada grupo al final de las seis fechas obtuvieron el cupo a la final del torneo.
En esta fase, los equipos cabeza de serie tuvieron ventaja deportiva sobre sus rivales de grupo dado que en caso de un empate en puntos, la posición sería decidida a favor del equipo cabeza de serie por haber ocupado la mejor posición en la fase todos contra todos.
|  |                                     |
|  | Clasificados a la final del torneo. |
|  | Eliminados.                         |

### Grupo A
| Pos. | Equipo          | Pts. | PJ | G | E | P | GF | GC | Dif. |  |
| ---- | --------------- | ---- | -- | - | - | - | -- | -- | ---- |  |
| 1    | Junior          | 13   | 6  | 4 | 1 | 1 | 15 | 7  | +8   |  |
| 2    | Deportes Tolima | 12   | 6  | 4 | 0 | 2 | 15 | 8  | +7   |  |
| 3    | Águilas Doradas | 8    | 6  | 2 | 2 | 2 | 7  | 10 | −3   |  |
| 4    | Deportivo Cali  | 1    | 6  | 0 | 1 | 5 | 4  | 16 | −12  |  |

| Equipo / Jornada | 1 | 2 | 3 | 4 | 5 | 6 |
| ---------------- | - | - | - | - | - | - |
| Junior           | 4 | 2 | 2 | 2 | 2 | 1 |
| Deportes Tolima  | 1 | 1 | 1 | 1 | 1 | 2 |
| Águilas Doradas  | 2 | 3 | 3 | 3 | 3 | 3 |
| Deportivo Cali   | 3 | 4 | 4 | 4 | 4 | 4 |

| Primera | Deportivo Cali  | 1 : 1        | Águilas Doradas | Deportivo Cali                 | 13 de noviembre | 17:30 | Win Sports+ |
| Primera | Deportes Tolima | 3 : 1        | Junior          | Manuel Murillo Toro            | 13 de noviembre | 20:00 | Win Sports+ |
| Segunda | Águilas Doradas | 0 : 4        | Deportes Tolima | Alberto Grisales               | 18 de noviembre | 17:00 | Win Sports+ |
| Segunda | Junior          | 3 : 0        | Deportivo Cali  | Metropolitano Roberto Meléndez | 18 de noviembre | 19:30 | Win Sports+ |
| Tercera | Deportes Tolima | 4 : 2        | Deportivo Cali  | Manuel Murillo Toro            | 25 de noviembre | 17:00 | Win Sports+ |
| Tercera | Junior          | 3 : 1        | Águilas Doradas | Metropolitano Roberto Meléndez | 25 de noviembre | 19:30 | Win Sports+ |
| Cuarta  | Águilas Doradas | 1 : 1        | Junior          | Alberto Grisales               | 29 de noviembre | 18:15 | Win Sports+ |
| Cuarta  | Deportivo Cali  | 0 : 2        | Deportes Tolima | Deportivo Cali                 | 29 de noviembre | 20:30 | Win Sports+ |
| Quinta  | Deportes Tolima | 0 : 1        | Águilas Doradas | Manuel Murillo Toro            | 2 de diciembre  | 18:00 | Win Sports+ |
| Quinta  | Deportivo Cali  | 0 : 3 (W.O.) | Junior          | Deportivo Cali                 | 2 de diciembre  | 20:15 | Win Sports+ |
| Sexta   | Águilas Doradas | 3 : 1        | Deportivo Cali  | Alberto Grisales               | 6 de diciembre  | 18:00 | Win Sports  |
| Sexta   | Junior          | 4 : 2        | Deportes Tolima | Metropolitano Roberto Meléndez | 6 de diciembre  | 20:15 | Win Sports+ |

1. ↑  El partido entre Deportivo Cali y Junior fue suspendido al minuto 75 de juego con el marcador parcial 0:2 por incidentes por parte de aficionados del club Deportivo Cali y finalizado por falta de garantías. La Comisión Disciplinaria del campeonato sancionó al Deportivo Cali con pérdida del partido por «retirada o renuncia» y un marcador final de 0:3.[44]

### Grupo B
| Pos. | Equipo                 | Pts. | PJ | G | E | P | GF | GC | Dif. |  |
| ---- | ---------------------- | ---- | -- | - | - | - | -- | -- | ---- |  |
| 1    | Independiente Medellín | 15   | 6  | 5 | 0 | 1 | 13 | 5  | +8   |  |
| 2    | Millonarios            | 9    | 6  | 3 | 0 | 3 | 5  | 5  | 0    |  |
| 3    | Atlético Nacional      | 9    | 6  | 3 | 0 | 3 | 4  | 8  | −4   |  |
| 4    | América de Cali        | 3    | 6  | 1 | 0 | 5 | 4  | 8  | −4   |  |

| Equipo / Jornada       | 1 | 2 | 3 | 4 | 5 | 6 |
| ---------------------- | - | - | - | - | - | - |
| Independiente Medellín | 1 | 1 | 2 | 1 | 1 | 1 |
| Millonarios            | 2 | 2 | 1 | 2 | 2 | 2 |
| Atlético Nacional      | 4 | 4 | 3 | 3 | 3 | 3 |
| América de Cali        | 3 | 3 | 4 | 4 | 4 | 4 |

| Primera | Atlético Nacional      | 0 : 1        | Millonarios            | Atanasio Girardot              | 12 de noviembre | 17:00 | Win Sports+ |
| Primera | América de Cali        | 1 : 2        | Independiente Medellín | Olímpico Pascual Guerrero      | 12 de noviembre | 19:30 | Win Sports+ |
| Segunda | Millonarios            | 2 : 1        | América de Cali        | Nemesio Camacho El Campín      | 19 de noviembre | 16:00 | Win Sports+ |
| Segunda | Independiente Medellín | 2 : 1        | Atlético Nacional      | Atanasio Girardot              | 19 de noviembre | 18:30 | Win Sports+ |
| Tercera | Millonarios            | 1 : 0        | Independiente Medellín | Nemesio Camacho El Campín      | 26 de noviembre | 16:00 | Win Sports+ |
| Tercera | Atlético Nacional      | 1 : 0        | América de Cali        | Atanasio Girardot              | 26 de noviembre | 18:30 | Win Sports+ |
| Cuarta  | América de Cali        | 0 : 1        | Atlético Nacional      | Olímpico Pascual Guerrero      | 30 de noviembre | 18:15 | Win Sports+ |
| Cuarta  | Independiente Medellín | 2 : 1        | Millonarios            | Metropolitano Ciudad de Itagüí | 30 de noviembre | 20:30 | Win Sports+ |
| Quinta  | Atlético Nacional      | 0 : 5 (W.O.) | Independiente Medellín | Polideportivo Sur              | 3 de diciembre  | 15:30 | Win Sports+ |
| Quinta  | América de Cali        | 1 : 0        | Millonarios            | Olímpico Pascual Guerrero      | 3 de diciembre  | 19:00 | Win Sports+ |
| Sexta   | Millonarios            | 0 : 1        | Atlético Nacional      | Nemesio Camacho El Campín      | 6 de diciembre  | 18:00 | Win Sports+ |
| Sexta   | Independiente Medellín | 2 : 1        | América de Cali        | Atanasio Girardot              | 6 de diciembre  | 20:15 | Win Sports  |

1. ↑  El partido entre Atlético Nacional e Independiente Medellín fue suspendido al minuto 80 de juego con el marcador parcial 0:5 por incidentes en la tribuna y finalizado por falta de garantías. Si bien la Comisión Disciplinaria del campeonato sancionó al Atlético Nacional con pérdida del partido por «retirada o renuncia», el marcador al momento de la suspensión se mantuvo como resultado final del partido.[44]

## Final
- La hora de cada encuentro corresponde al huso horario que rige a Colombia (UTC-5).

| 10 de diciembre de 2023 | Junior                        | 3:2 (2:1) | Independiente Medellín      | Estadio Metropolitano Roberto Meléndez, Barranquilla |                                            |
| 16:00                   | Bacca 4', 71' · Enamorado 16' | Reporte   | Ortiz 40' · Die. Moreno 88' | Árbitro(s): Andrés Rojas VAR: Jhon Perdomo           | Árbitro(s): Andrés Rojas VAR: Jhon Perdomo |

| 13 de diciembre de 2023 | Independiente Medellín              | 2:1 (1:0) (3:5 p.)         | Junior                                         | Estadio Atanasio Girardot, Medellín           |                                               |
| 20:00                   | Varela 14' · Cetré 56'              | Reporte                    | Hernández 90'                                  | Árbitro(s): Nicolás Gallo VAR: Fernando Acuña | Árbitro(s): Nicolás Gallo VAR: Fernando Acuña |
|                         |                                     | Tiros desde el punto penal |                                                |                                               |                                               |
|                         | Torres · Ricaurte · Pons · Chaverra |                            | Bacca · Herrera · Rodríguez · Fuentes · Berrío |                                               |                                               |

|                            |
| Bandera de Colombia        |
| Campeón Junior 10.º título |

## Estadísticas

### Goleadores
| Jugador         | Equipos                | Goles | PJ | Media |
| --------------- | ---------------------- | ----- | -- | ----- |
| Carlos Bacca    | Junior                 | 18    | 28 | 0.64  |
| Marco Pérez     | Águilas Doradas        | 15    | 24 | 0.63  |
| Edwuin Cetré    | Independiente Medellín | 15    | 28 | 0.54  |
| Dayro Moreno    | Once Caldas            | 11    | 20 | 0.55  |
| Luis Sandoval   | Deportivo Cali         | 9     | 21 | 0.43  |
| Diego Herazo    | Deportes Tolima        | 9     | 24 | 0.38  |
| Marcus Vinicius | Atlético Huila         | 8     | 19 | 0.42  |
| Eric Ramírez    | Atlético Nacional      | 8     | 20 | 0.4   |
| Adrián Ramos    | América de Cali        | 8     | 21 | 0.38  |
| Gustavo Torres  | Unión Magdalena        | 7     | 18 | 0.39  |

Fuente: Dimayor

### Asistencias
| Jugador             | Equipos              | Asistencias | PJ |
| ------------------- | -------------------- | ----------- | -- |
| Jhon Fredy Salazar  | Águilas Doradas      | 9           | 24 |
| Deiber Caicedo      | Junior               | 8           | 24 |
| Javier Reina        | Atlético Bucaramanga | 6           | 18 |
| Yeison Guzmán       | Deportes Tolima      | 6           | 25 |
| Darwin Quintero     | América de Cali      | 5           | 21 |
| Teófilo Gutiérrez   | Deportivo Cali       | 4           | 17 |
| Juan Carlos Pereira | Millonarios          | 4           | 18 |
| José Enamorado      | Junior               | 4           | 19 |
| Edwin Torres        | Alianza Petrolera    | 4           | 20 |
| Esneyder Mena       | América de Cali      | 4           | 20 |

Fuente: Dimayor

## Clasificación a torneos internacionales
| Clasificado como | Copa Libertadores 2024 | Copa Sudamericana 2024 |
| ---------------- | ---------------------- | ---------------------- |
| Colombia 1       | Millonarios            | Independiente Medellín |
| Colombia 2       | Junior                 | América de Cali        |
| Colombia 3       | Águilas Doradas        | Deportes Tolima        |
| Colombia 4       | Atlético Nacional      | Alianza Petrolera      |

## Cambios de categoría al final de temporada
| Descenso | Unión Magdalena Atlético Huila |

| Ascenso | Patriotas Fortaleza CEIF |